# Цветишница
Цветишница (мкд. Цветишница) је насеље у Северној Македонији, у североисточном делу државе. Цветишница припада општини Старо Нагоричане.

## Географија
Цветишница је смештена у североисточном делу Северне Македоније, на самој граници са Србијом. Од најближег града, Куманова, село је удаљено 38 km североисточно.
Село Цветишница се налази у историјској области Козачија, на висовима Германске планине, на око 1050 метара надморске висине.
Месна клима је планинска због знатне надморске висине.

## Становништво
Цветишница је према последњем попису из 2002. године имала 21 становника.
Огромна већина становништва у насељу су етнички Македонци (95%), а остало су Срби.
Претежна вероисповест месног становништва је православље.